# Original Uman
Original Uman, de son vrai nom Manuel Istace, né à Bruxelles, est un rappeur et chanteur de reggae belge. Il fait partie intégrante de l’histoire du hip-hop belge. Il tient son propre label discographique appelé Uman Music.

## Biographie
Manu Istace, est le fils de Chantal et Pierre Istace, journalistes de la RTBF. Jeune, il étudie et obtient son diplôme de l’Académie royale des beaux-arts de Bruxelles.
Uman se lance dans la musique à la fin des années 1980.. Il fonde le sound system Bass Culture,, perpétuant à travers des prestations scéniques enragées l’esprit du dancehall jamaïcain dans toute la Belgique à travers des shows dans des clubs, concerts et festivals du pays. Pionnier de l’animation radio spécialisé en rap, il rejoint rapidement le trio de base De Puta Madre. Il participe, sous le nom de Lickweed, aux albums du groupe, 't Hof van Commerce et par la suite de Starflam. Militant, il lance aussi son Atomik George, une parodie de la politique du président Bush. En 2001, il quitte le groupe Lickweed afin de se consacrer à une carrière solo.
Le 12 avril 2002, il participe au Printemps de Bourges. En 2003, Uman publie sa première mixtape solo intitulée Umanizm au label BMG,,. La mixtape lui permet de rencontrer et de travailler avec différents collectifs comme Demolisha Deejayz et Bakchich crew. En 2007, Uman se lance dans une nouvelle aventure en sortant son premier album solo, L'aventure c'est l'aventure, au label PIAS. 
En 2010, il publie une suite de l'EP Umanizm, intitulée Umanizm II en téléchargement libre, qui contient 35 chansons dont 28 inédites,. En 2011, il publie la chanson À l'ancienne, extrait de la mixtape annoncée la même année intitulée Umanizm 3 / U.M.A.N.I.T.Y.

## Discographie

### Albums studio
- 2007 : L'aventure c'est l'aventure
- 2010 : Umanity
- 2014 : La Tournée des grands ducs[9]
- 2017 : Umanist
- 2021 : Quelle vie

### Albums collaboratifs
- Mixx Tape Lickweed (avec Lickweed)
- Genie du free (avec Lickweed ; compilation)
- Lickweed 12” (avec Lickweed)
- Don't front sur la Phat unda compil (avec Lickweed)
- Zorrole renard (avec De Puta Madre)
- Emcees (CD compilation)
- Demolisha - Make It Clap - Crucial Selections Vol. 4 (Mix CD)
- Demolisha - Pull Up Inna Di Dance - Crucial Selections Vol. 5 (Mix CD)
- Demolisha - High Times - Crucial Selections Vol. 6 (Mix CD)

### Mixtapes
- 2003 :  Umanizm
- 2010 :  Umanizm II

### EP
- 2001 : Original Uman

### Singles
- 2001 : Distributeur de chaleur
- 2001 : L'Habit ne fait pas le moine
- 2002 : D’égal à légal
- 2002 : Le ventre de la bête
- 2002 Merco boulot dodo
- 2003 : Plus de Faya
- 2003 : Le fou du roi
- 2003 : Ne me juge pas
- 2007 :  L'aventure c'est l'aventure,
- 2010 : Umanizm II 100% dancehallpunk
- 2010 : Bienvenue en Belgique